# Las puertitas del Sr. López
Las puertitas del Sr. López es una historieta  fantástica argentina creada por el guionista Carlos Trillo y el dibujante Horacio Altuna.

## Trayectoria editorial
Se publicó por primera vez en octubre de 1979 en la revista El Péndulo, y en 1980 pasó a la revista Humor, en el medio de una época de censura y dictadura. Dos álbumes reúnen todas las historietas publicadas:
- Las Puertitas del Sr. López Nº 1. Ediciones de la Urraca, 1982. 25 historietas. Prólogo de Juan Sasturain.

- Las Puertitas del Sr. López Nº 2. Ediciones de la Urraca, 1988. 13 historietas. Prólogo de Marcelo Figueras.

- Nueva Biblioteca Clarín de la Historieta N° 11. Clarín, 2006. Edición completa.

También fue publicado en España por Toutain Editor en dos volúmenes.

## Argumento
Construida como una denuncia de la Última dictadura cívico-militar, y sobre todo de la falta de libertad de expresión que se vivía en esa época, Las Puertitas de Señor López relata la agobiante y rutinaria vida del señor López, un empleado de oficina petiso y gordito que vive atormentado por sus jefes, sus vecinos, sus compañeros y su gruñona esposa. Cuando el mundo real se le hace intolerable, López utiliza como escapatoria su imaginación, mediante la cual viaja a un mundo alterno e interior, al que accede simplemente por la puerta de cualquier baño. Allí, según la oportunidad, se le ofrecen visiones paradisíacas o terroríficas, y allí López encuentra sus más grandes placeres y sus más profundos temores.

## Legado
Llena de humor, picardía, excelentes guion y dibujos acompañados de un trazado en blanco y negro, hoy en día Las puertitas del Señor López es considerada como uno de los hitos del cómic argentino, a la par de El Eternauta o Nippur de Lagash.

## Adaptación cinematográfica
La historieta fue adaptada al cine en 1988, en el film Las puertitas del Sr. López, dirigida por Alberto Fischerman y con Lorenzo Quinteros en el papel del Sr. López, más un guion escrito por Carlos Trillo, Máximo Soto, Aldo Romero y el propio Fischerman.